# Hyaliene membranenziekte
Hyaliene membranenziekte of infant respiratory distress syndrome (IRDS) is een longaandoening die ontstaat bij een tekort aan surfactant.
Bij het ontstaan van de longen worden er twee soorten alveolaire cellen aangemaakt. Na 24 weken ontwikkeling is het zo dat de primitieve alveolus is ontstaan. Daar zijn zowel type I- als type II-cellen aanwezig. De type II-cellen maken surfactant aan, wat belangrijk bij de ontwikkeling. Het zorgt voor een verminderde oppervlaktespanning van het H2O in de watermantel van een alveolus. Ook houdt het wateropstapeling van vocht in de alveolen tegen (door de verlaging van de oppervlaktespanning: hoge opp.spanning → aanzuigen water uit capillairen), en zorgt het voor de stabiliteit van de alveolen. 
Bij hyaliene membranenziekten kunnen de alveoli niet voldoende ontplooien bij gebrek aan surfactant. Dit veroorzaakt hypoxie waardoor bepaalde alveolaire cellen afsterven en een fibrinelaag vormen. Hierdoor collaberen de alveoli en komt er een zuurstofgebrek. Dit leidt tot vasoconstrictie van de longslagaders.